# Chapelle Saint-Barthélemy de Paderborn
Pour les articles homonymes, voir Église Saint-Barthélémy.

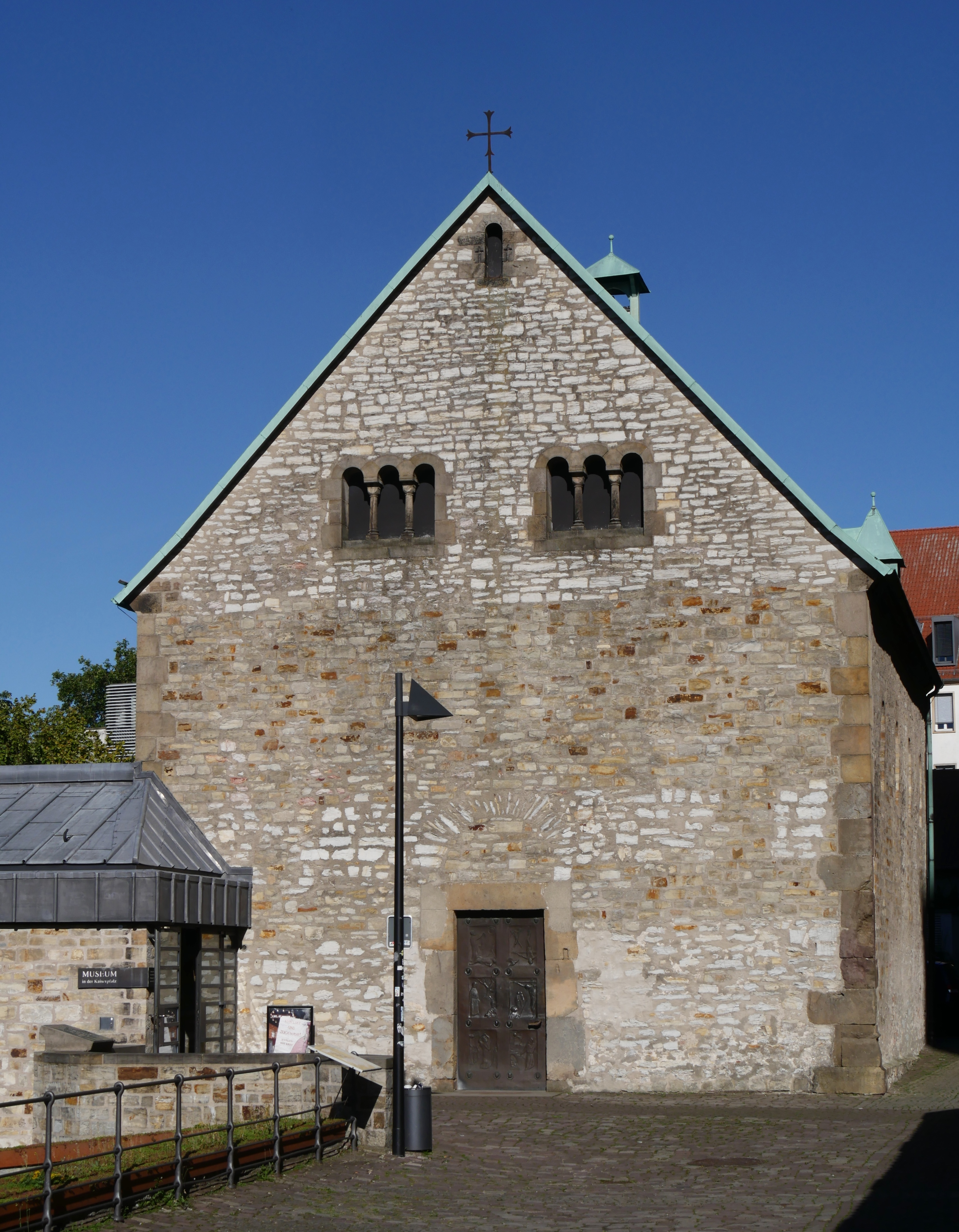
Bartholomäuskapelle

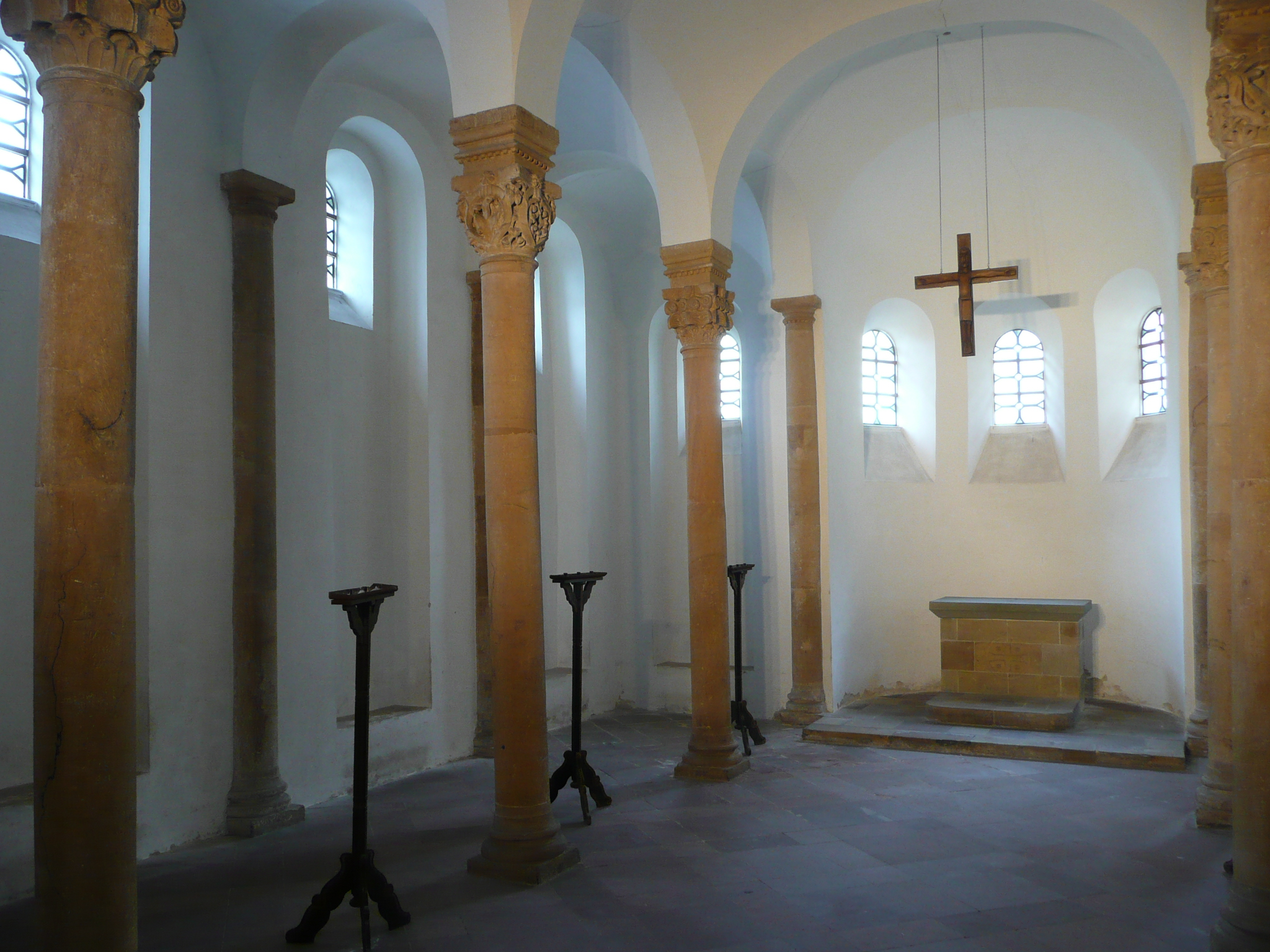
Bartholomäuskapelle, intérieur

La chapelle Saint-Barthélemy de Paderborn (en allemand : Bartholomäuskapelle) construite en 1017, à l'époque ottonienne, est l'église-halle la plus ancienne d'Allemagne et l'une des plus anciennes que l'on puisse trouver au-delà des Alpes du Nord, puisqu'elle se trouve en pleine Westphalie. Elle est consacrée à l'apôtre saint Barthélemy et se trouve dans le centre historique de la ville, au nord de la cathédrale de Paderborn et près du Museum in der Kaiserpfalz. Elle servait de chapelle à un palais impérial ottonien.
Fortement endommagée par les bombardements américains, à la fin de la Seconde Guerre mondiale elle a été restaurée jusqu'en 1963. Son portail de bronze date de 1978.